# Subsecretaría del Medio Ambiente de Chile
La Subsecretaría del Medio Ambiente de Chile (SubseMMA) es la subsecretaría de Estado dependiente del Ministerio del Medio Ambiente. Al subsecretario respectivo le corresponde ejercer como asesor, consejero y colaborador director del ministro de Medio Ambiente, así como reemplazarlo en caso de vacancia o ausencia temporal en el país o viaje a alguna región. Desde el 11 de marzo de 2022, el subsecretario del ramo es Maximiliano Proaño Ugalde, actuando bajo el gobierno de Gabriel Boric.

## Organización
El organigrama de la Subsecretaría del Medio Ambiente, es el siguiente:
Subsecretaría
Gabinete
- Oficina de Auditoría Interna
- Oficina de Planificación, Presupuesto y Control de Gestión
- Oficina de Asuntos Internacionales
- Oficina de Cambio Climático
- Oficina de Comunicaciones y Prensa
- Oficina de Implementación Legislativa y Economía Circular
- Oficina de Evaluación Ambiental
- División de Recursos Naturales y Biodiversidad
  - Departamento de Áreas Protegidas
  - Departamento de Ecosistemas Acuáticos
  - Departamento de Conservación de Especies
  - Departamento de Políticas y Planificación de la Biodiversidad
- División de Información y Economía Ambiental
  - Departamento de Economía Ambiental
  - Departamento de Información Ambiental
- División de Educación Ambiental y Participación Ciudadana
  - Departamento del Fondo de Protección Ambiental
  - Departamento de Gestión Ambiental Local
  - Departamento de Educación Ambiental
  - Departamento de Ciudadanía
  - Departamento de Relacionamiento Comunitario
- División Jurídica
  - Departamento de Legislación y Regulación Ambiental
  - Departamento de Administración Interna y Educación Ambiental
  - Departamento de Contratación Pública y Acceso a la Información
- División de Administración y Finanzas
  - Departamento de Gestión y Desarrollo de Personas
    - Sección de Desarrollo de Personas
    - Sección de Gestión de Personal
    - Sección de Remuneraciones

  - Departamento de Compras y Servicios Generales
    - Sección de Compras
    - Sección de Servicios Generales
    - Oficina de Partes

  - Departamento de Finanzas
    - Sección de Tesorería y Contabilidad
    - Sección de Análisis Contable

  - Departamento de Tecnologías de la Información
  - Departamento de Bienestar
- División de Calidad del Aire y Cambio Climático
  - Departamento de Planes y Normas
    - Sección de Planes de Descontaminación Atmosférica
    - Sección de Normas
    - Sección de Calefacción Sustentable

  - Departamento de Ruido, Lumínica y Olores
  - Departamento de Redes de Monitoreo
    - Sección de Operaciones y Logística
    - Sección de Análisis y Vigilancia de Calidad del Aire
    - Sección de Gestión Estratégica, de Calidad y Desarrollo

Secretarías Regionales Ministeriales (SEREMI'S)
- Arica y Parinacota
- Tarapacá
- Antofagasta
- Atacama
- Coquimbo
- Valparaíso
- Libertador General Bernardo O'Higgins
- Maule
- Ñuble
- Biobío
- La Araucanía
- Los Ríos
- Los Lagos
- Aysén del General Carlos Ibáñez del Campo
- Magallanes y la Antártica Chilena
- Metropolitana de Santiago[5]
  - Área Residuos y Riego Ambiental
  - Área Recursos Naturales y Biodiversidad
  - Área de Calidad del Aire y Cambio Climático
  - Área Educación Ambiental y Participación Ciudadana
  - Área Administración y Finanzas PPCG y TI

## Subsecretarios
| Retrato | Subsecretario               | Partido | Inicio                  | Final                   | Presidente        |
| ------- | --------------------------- | ------- | ----------------------- | ----------------------- | ----------------- |
|         | Ricardo Irarrázabal Sánchez | UDI     | 15 de agosto de 2010    | 1 de octubre de 2013    | Sebastián Piñera  |
|         | Rodrigo Benítez Ureta       | UDI     | 1 de octubre de 2013    | 11 de marzo de 2014     | Sebastián Piñera  |
|         | Marcelo Mena Carrasco       | Ind.    | 11 de marzo de 2014     | 20 de marzo de 2017     | Michelle Bachelet |
|         | Cristián Gutiérrez Pangui   | PDC     | 21 de marzo de 2017     | 17 de mayo de 2017      | Michelle Bachelet |
|         | Jorge Canals de la Puente   | PDC     | 17 de mayo de 2017      | 11 de marzo de 2018     | Michelle Bachelet |
|         | Rodrigo Benítez Ureta       | UDI     | 11 de marzo de 2018     | 17 de junio de 2018     | Sebastián Piñera  |
|         | Felipe Riesco Eyzaguirre    | Ind.    | 19 de junio de 2018     | 10 de febrero de 2020   | Sebastián Piñera  |
|         | Javier Naranjo Solano       | Ind.    | 10 de febrero de 2020   | 22 de noviembre de 2021 | Sebastián Piñera  |
|         | Marcelo Fernández Gómez     | Ind.    | 22 de noviembre de 2021 | 11 de marzo de 2022     | Sebastián Piñera  |
|         | Maximiliano Proaño Ugalde   | FA      | 11 de marzo de 2022     | En el cargo             | Gabriel Boric     |